# Ocell del paradís de Berlepsch
L'ocell del paradís de Berlepsch (Parotia berlepschi) és un ocell de la família dels paradiseids (Paradiseidae).

## Hàbitat i distribució
Habita els boscos de les muntanyes Foja, al nord de Nova Guinea central.